# ایسکی بریتون
ایسکی بریتون ، یک موج‌سوار ایرلندی با دکترای محیط زیست و جامعه، دانشگاه Ulster است.
در سال ۲۰۱۰، او پنجمین عنوان پیاپی قهرمانی مسابقات موج‌سواری ملی ایرلند را کسب کرد و در سال ۲۰۰۹ قهرمان تور حرفه ای انگلیس شد.
در وبسایت ایسکی بریتون گفته شده در دهه ۱۹۶۰ مادربزرگش در بازگشت از سفر آمریکا تخته‌های موج سواری بهمراه میاورد تا مشتریان هتلش از آن‌ها اسفاده کنند. پس از آن فرزندان او، از جمله پدر ایسکی به این ورزش مشغول می‌شوند. ایسکی از ۴ سالگی شروع به موج سواری می‌کند.
ایسکی با هدف ترویج موج سواری و آموزش آن خصوصاً به زنان کشورهای اسلامی و برابری جنسیتی از طریق این ورزش به کشورهای مختلفی از جمله ایران سفر کرده‌است.
او ابتدا در سال ۲۰۱۰ برای پیدا کردن ساحل مناسب برای موج سواری در چابهار و پس از آن در سال ۲۰۱۳ با خانم ماریون پوازو (Marion Poizeau) مستندساز فرانسوی برای ساخت مستند «به سوی دریا» با هدف آموزش ایران آمدند و تا ۳ سال بعد از آن فعالیت خود را هر ساله با هدف آموزش افراد بیشتر با کمک شاگردان محلی خود انجام داد.
شهلا یاسینی از شاگردان او پس از آموزش شنا و قواصی، در سال ۲۰۱۳ توسط ایسکی آموزش موج سواری را آغاز کرد. او هرگز امکان شرکت در مسابقات را نیافت.
ونوس بلوچی دختر ۹ ساله که آرزوی قهرمانی جهان را دارد و داود خدیر نوجوان ۱۷ ساله از استان سیستان و بلوچستان و خانم ویانا نیازی سامانی از تهران برای سال ۲۰۲۰ مورد حمایت و بورسیه انجمن بین‌المللی موج سواری قرار گرفتند.